# مايلز جاك
مايلز جاك (بالإنجليزية: Myles Jack)‏ هو لاعب كرة قدم أمريكية أمريكي، ولد في 3 سبتمبر 1995 في سكوتسديل في الولايات المتحدة.

## وصلات خارجية
- مايلز جاك على موقع مرجع كرة القدم المحترفة.كوم (الإنجليزية)